# Ивановка (Ивановский сельский совет, Барвенковская городская община)
Ивановка (укр. Іванівка), село,
Ивановский сельский совет,
Изюмский район,
Харьковская область, Украина.
Код КОАТУУ — 6320483501. Население по переписи 2001 г. составляет 752 (356/396 м/ж) человека.
Является административным центром Ивановского сельского совета, в который, кроме того, входят сёла
Великая Андреевка,
Высокое,
Семиланное,
Ставковая Балка,
Червоная Поляна и
Червоное.

## Географическое положение
Село Ивановка находится между сёлами Великая Андреевка и Червоная Поляна на расстоянии ~3 км.
Северная часть села — это присоединенное село Грушевское. В селе несколько прудов.

## Экономика
- В селе была молочно-товарная ферма.

## Культура
- Дом культуры
- Школа

## Достопримечательности
- Братская могила.